# Detlef Tanke

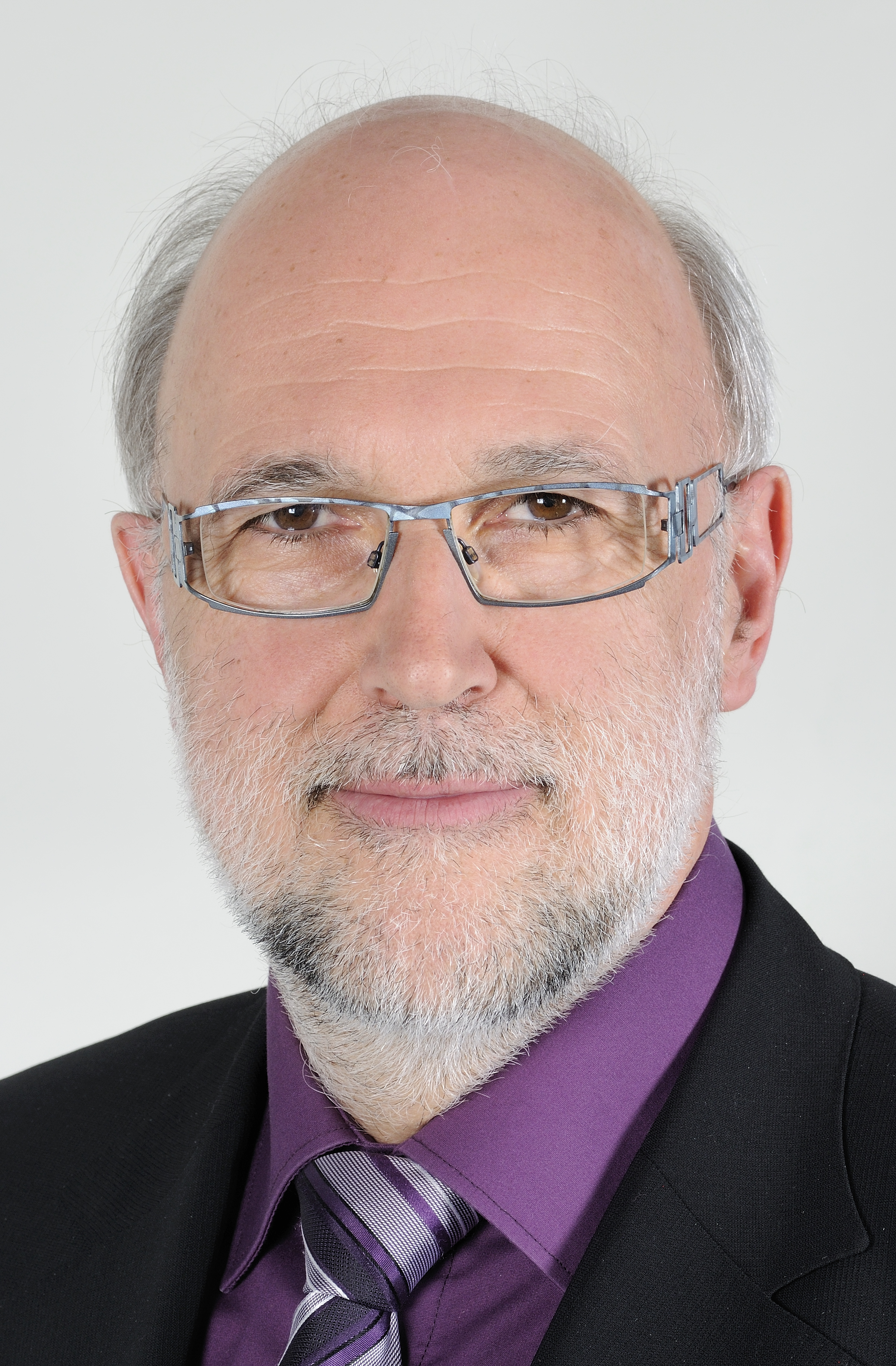
Detlef Tanke, 2013

Detlef Tanke (* 3. März 1956 in Hillerse) ist ein deutscher Politiker (SPD). Von 2008 bis 2017 war er Abgeordneter des Niedersächsischen Landtags und von April 2013 bis April 2018 war er der erste Generalsekretär der SPD Niedersachsen.

## Leben
Tanke machte im Jahr 1974 sein Abitur und leistete anschließend den Wehrdienst ab. Danach studierte er von 1976 bis 1981 auf Lehramt und legte 1983 das Zweite Staatsexamen ab. Anschließend absolvierte er bis 1985 ein Fernstudium als Managementassistent, während er als kaufmännischer Angestellter im Lebensmittelhandel tätig war. Danach war er von 1986 bis zum März 2008 bei der Volkswagen AG in Wolfsburg in Salzgitter beschäftigt. Seit 1998 war er stellvertretender Betriebsratsvorsitzender bei Volkswagen. Tanke ist Mitglied der IG Metall und der AWO. Tanke ist verheiratet und hat zwei Kinder. Außerdem ist er Mitglied des Verwaltungsrates der Deutschen BKK. 

## Politik
Tanke trat im Jahr 1977 der SPD bei. Von 1977 bis 1987 und von 1993 bis 2002 war er Vorsitzender des SPD-Ortsvereins Hillerse. In den Jahren 1979 bis 1985 und von 1989 bis 2015 gehört er dem Vorstand des SPD-Unterbezirks Gifhorn an, seit 2003 als Unterbezirksvorsitzender. Seit 2002 ist Tanke Mitglied des Vorstandes des SPD-Bezirks Braunschweig, seit 2007 als stellvertretender Bezirksvorsitzender. Ebenfalls seit 2007 ist Detlef Tanke Mitglied des Vorstandes des SPD-Landesverbandes Niedersachsen, seit 2013 als Generalsekretär der Landespartei.
In den Jahren 1981 bis 2021 war Tanke Ratsherr der Gemeinde Hillerse, davon seit 1996 als Bürgermeister. Seit 1981 gehört er ferner dem Kreistag des Landkreises Gifhorn an, viele Jahre lang als Vorsitzender der SPD-Kreistagsfraktion. Seit 1996 ist Tanke Mitglied der Verbandsversammlung des Regionalverbandes „Großraum Braunschweig“, von 2001 bis 2006 und seit 2011 als deren Vorsitzender.
Bei den Wahlen 2008 und 2013 zog Tanke über die Landesliste der SPD in den Niedersächsischen Landtag ein. Von 2008 bis 2013 war er stellvertretender Vorsitzender der SPD-Landtagsfraktion. Er trat bei der Landtagswahl 2017 nicht wieder an.